# LAN Manager
 (septembre 2020).
Si vous disposez d'ouvrages ou d'articles de référence ou si vous connaissez des sites web de qualité traitant du thème abordé ici, merci de compléter l'article en donnant les références utiles à sa vérifiabilité et en les liant à la section « Notes et références ».
LAN Manager (gestionnaire de réseau local) est un service serveur pour système d'exploitation développé par Microsoft en collaboration avec 3Com. Il a été conçu pour remplacer 3+Share de 3Com qui fonctionnait sur MS-DOS.
LAN Manager est basé sur le protocole OS/2 et NBF comme ses prédécesseurs MS-NET pour MS-DOS et Xenix-NET pour MS-Xenix. Il a également existé une version LAN Manager/X (LMX) pour les systèmes basés sur Unix. En 1990 Microsoft a annoncé l'évolution vers Lan Manager 2.0 incluant beaucoup d'améliorations. La version actuelle est LAN Manager 2.2 introduite avec OS/2 version 1.31 et maintenue par Microsoft dans tous leurs systèmes jusqu'à Windows NT Serveur début 1994.

## Produits
Beaucoup de fabricants ont fourni des versions sous licence, par exemple :
- 3Com 3+Open
- HP LAN Manager/X
- IBM LAN Server
- Tapestry Torus

## Sécurité
LAN Manager emploie LM hash, une méthode particulièrement fragile pour chiffrer les mots de passe d'accès aux ressources partagées.